# Johannes, Prinț de Thurn și Taxis
Johannes, Prinț de Thurn și Taxis (5 iunie 1926 – 14 decembrie 1990) a fost om de afaceri german și șeful Casei de Thurn și Taxis din 1982 până la moartea sa.